# Françoise Filastre
Françoise Filastre (1645-1680), dite la Filastre, est une empoisonneuse française, l'une des accusées dans l'affaire des poisons (1679-1682), et une associée de la Voisin (Catherine Deshayes). Son témoignage a joué un rôle essentiel dans l'incrimination de Mme de Montespan, incrimination qui a entraîné la disgrâce de cette favorite du roi Louis XIV.

## Biographie
Françoise Filastre est l'associée de la Voisin, à ce titre elle confie à Madame de Montespan des remèdes aphrodisiaques destinés à droguer Louis XIV. 
En 1679, Mme de Montespan engage la Voisin pour assassiner le monarque et sa dernière favorite, Marie-Angélique de Fontanges. La Voisin ayant été arrêtée, Mme de Montespan engage alors Françoise Filastre pour tuer Marie Angélique de Fontanges. En décembre 1679, Françoise Filastre est arrêtée à son tour, comme elle tentait d'entrer au service de la famille de Fontanges,. 
En 1680, après l'exécution de la Voisin en février, sa fille Marguerite Monvoisin révèle en août la relation entre cette dernière et Mme  Montespan ainsi que le projet d'assassinat du roi.  
Françoise Filastre  confirme le 9 octobre les déclarations du mois d'avril de l'occultiste Adam Lesage (en) sur le sacrifice d'un enfant et sur la célébration de messes noires. Le 30 septembre, elle est condamnée à mort.   
Sous la torture, Françoise Filastre confirme les témoignages de Marguerite Monvoisin et de Lesage. Le ministre Le Tellier, marquis de Louvois, n'avait pas attendu d'entendre les derniers aveux de Françoise Filastre pour tenir au courant le roi, de manière régulière, des forts soupçons qui entouraient Mme de Montespan. À la suite des aveux de la Filastre la police considère l'implication de Mme de Montespan comme prouvée. Le premier octobre, la police en informe le monarque qui ordonne aussitôt que l'enquête soit arrêtée,. 
Françoise Filastre revient sur ses déclarations dès que les tortures cessent.
Marguerite Monvoisin le 9 octobre, et Étienne Guibourg le 10 octobre, ont confirmé son témoignage. Elle est arrêtée par la police en décembre 1679, condamnée au bûcher et brûlée vive à Paris en 1680.